# Mandraki
Mandraki (Grieks: Μανδράκι) is de hoofdplaats van het Griekse eiland Nisyros en is ook de grootste plaats van het eiland. In het dorp ligt de haven van het eiland en zijn verschillende faciliteiten zoals hotels en appartementen voor toeristen te vinden. De populatie van het dorp is 682. 

## Attracties
Er zijn vele stranden en verschillende plaatsen om te eten en te drinken in Mandraki. Direct naast het dorp staat het Spiliani-klooster uit 1315. Vanaf hier is er een uitzicht over het dorp. Vanuit de haven van het dorp varen vele boten naar het nabijgelegen eiland Kos. Ook is het eiland populair als dagtrip vanaf Kos. Vanuit de haven vertrekken bussen naar de rest van het eiland, voornamelijk naar de krater van de vulkaan Nisyros.

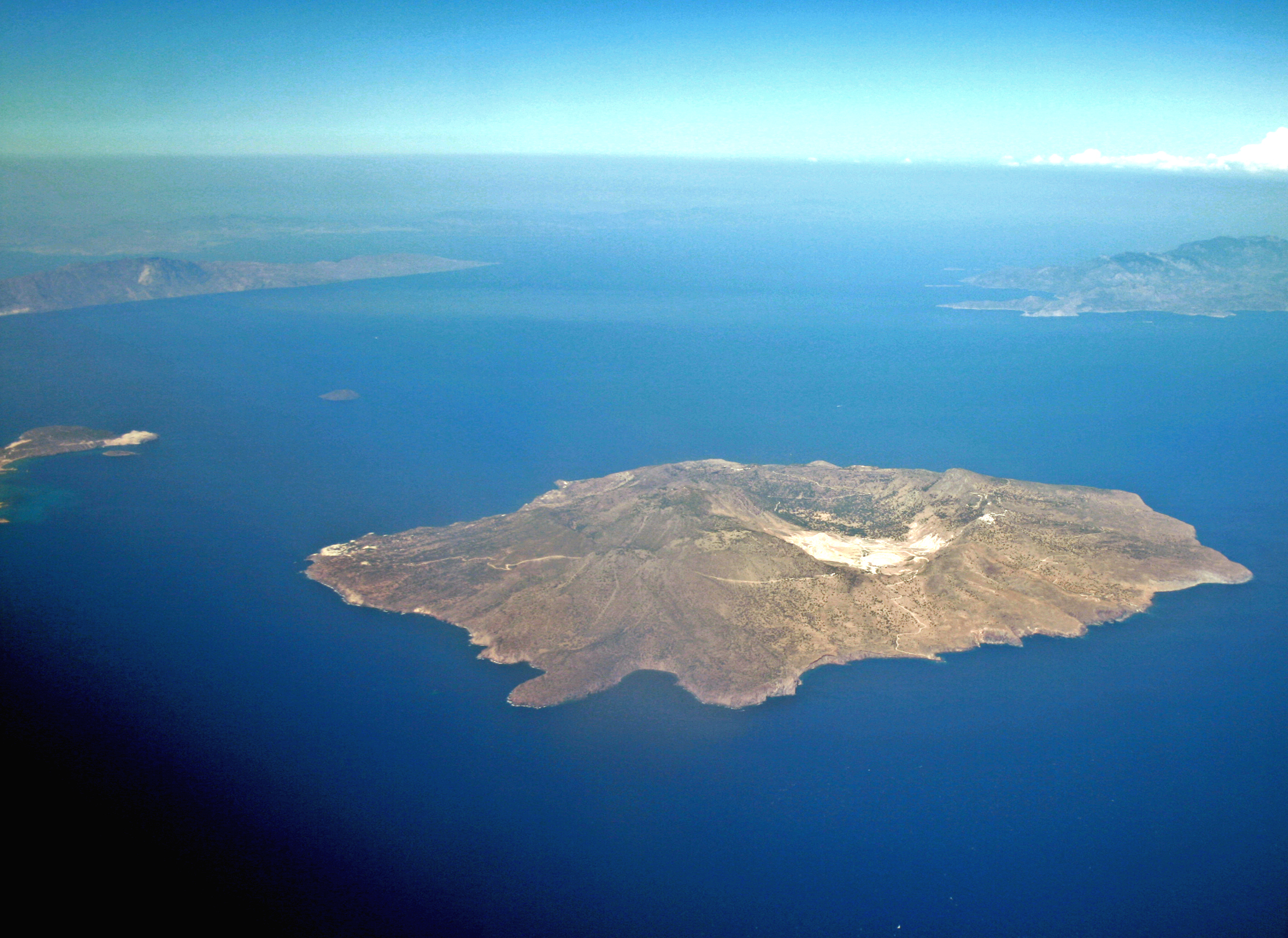
Nisyros met Mandraki aan de linkerkant
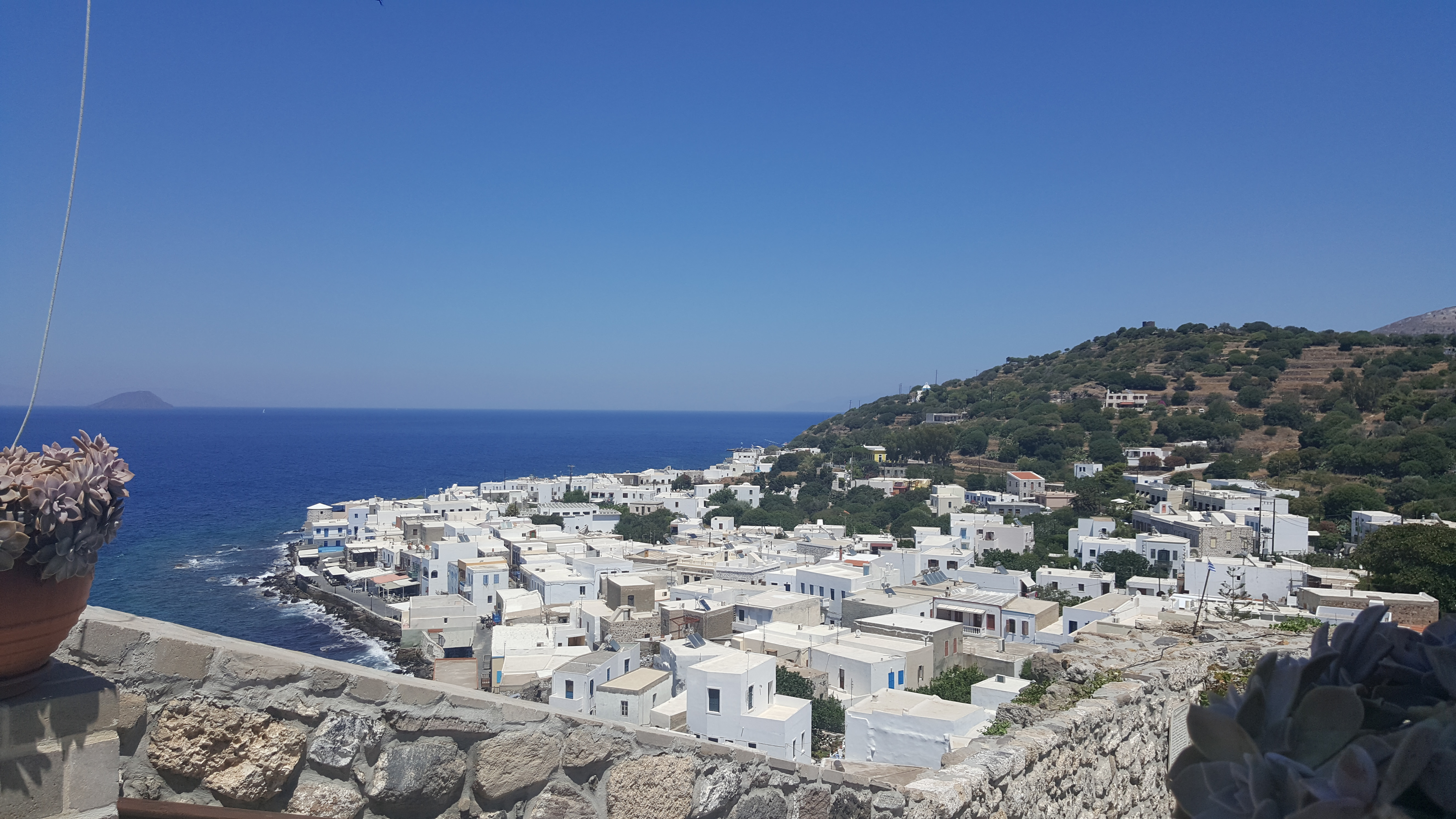
Mandraki vanuit het klooster